# Lushnjë (huyện)
Lushnjë là một quận thuộc hạt Fier, Albania. Quận này có diện tích 712 km² và dân số năm 2002 là 144351 người, mật độ 203 người/km².